# Fleshgod Apocalypse
Fleshgod Apocalypse – włoska grupa muzyczna grająca symphonic i technical death metal, założona w 2007 roku.

## Historia
Zespół Fleshgod Apocalypse powstał w kwietniu 2007 roku. W pierwszym składzie znaleźli się Cristiano Trionfera (z Promaetheus Unbound), Paolo „Hammer” Rossi (z Tyrannic Ethical Reconstruction), Francesco Struglia (z Promaetheus Unbound, Tyrannic Ethical Reconstruction) i Francesco Paoli (z Hour of Penance, Tyrannic Ethical Reconstruction). Pierwsze demo Promo '07 ukazało się w sierpniu 2007 roku. Zawiera ono dwa utwory i zostało nagrane w 16th Cellar Studio, a wyprodukował je Stefano „Saul” Morabito. Te same utwory znalazły się również na splicie Da Vinci Death Code wydanym przez Ripper Tattoo Productions w 2008 roku.
W maju 2008 roku Fleshgod Apocalypse wystąpił na festiwalu Neurotic Deathfest w Tilburgu z takimi zespołami jak: Behemoth, Origin, Hate Eternal, Cryptopsy oraz rozpoczął nagrywanie debiutanckiego albumu studyjnego, ponownie wybierając 16th Cellar Studio. Płyta zatytułowana Oracles ukazała się w Europie 30 marca 2009 roku nakładem Candlelight Records, zaś w pozostałej części świata 21 kwietnia 2009 roku nakładem Willowtip Records. W marcu 2009 roku z zespołu odszedł perkusista Francesco Struglia, którego zastąpił Francesco Paoli. W czerwcu 2009 roku Fleshgod Apocalypse wziął udział w trasie po Bałkanach z God Dethroned i Sacramental Blood, we wrześniu i październiku w europejskiej trasie The Funeral Nation Tour 2009 z grupami Vader, Marduk i The Ordher, a w listopadzie w trasie po Wielkiej Brytanii z Ingested i Skyfire.
W styczniu 2010 roku zespół rozpoczął nagrania minialbumu Mafia w 16th Cellar Studio.

## Działalność pozamuzyczna
Od 2013 roku zespół firmuje swą nazwą cztery rodzaje makaronów Penne Cinque Colori, Strangozzi Tricolore, Fusilli Tricolore oraz Spaghetti Tricolore. Zespół prowadzi sprzedaż wysyłkową swych produktów za pośrednictwem strony internetowej.

## Muzycy
Obecny skład zespołu

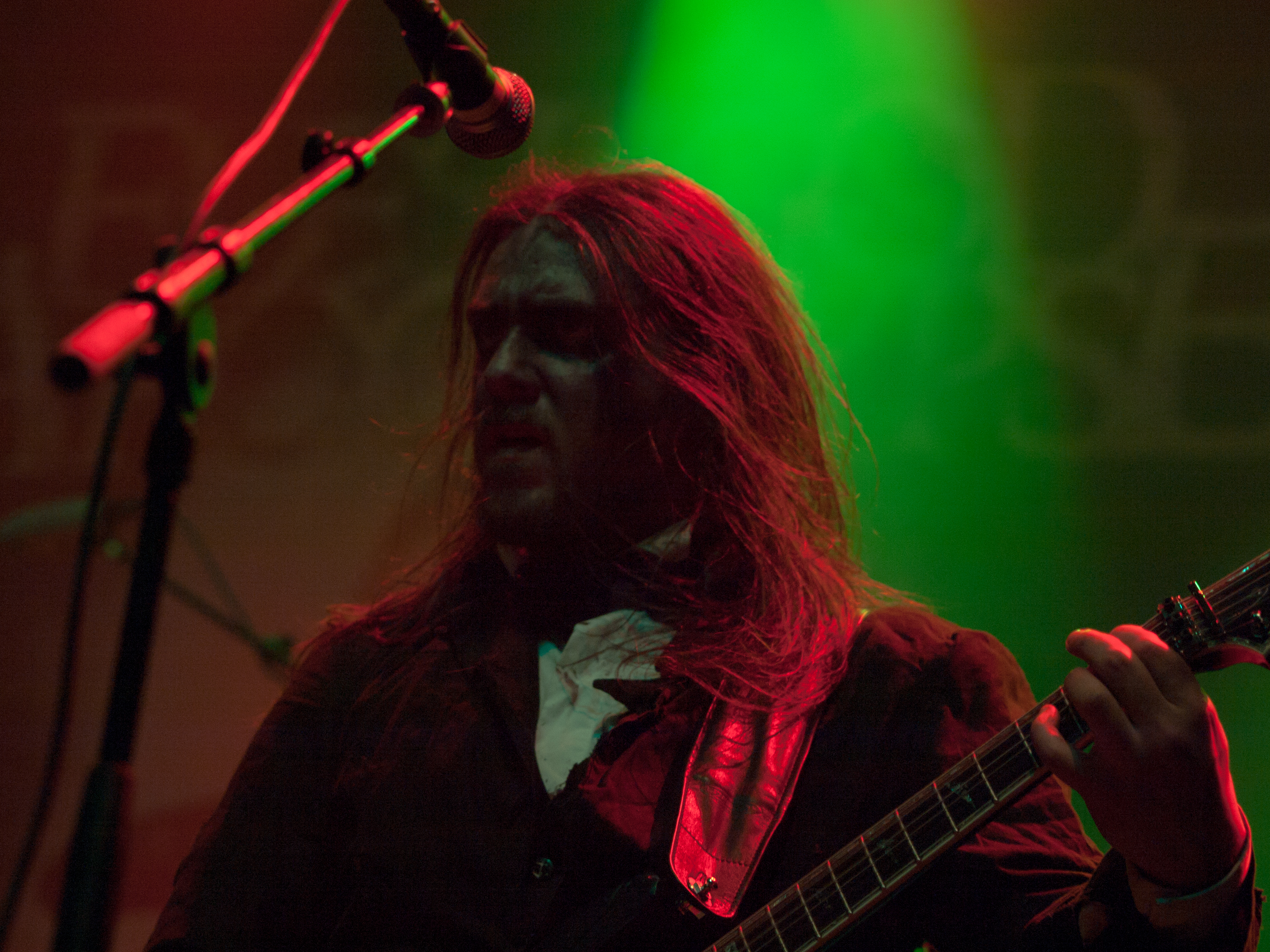
Tommaso Riccardi, 2012

- Paolo Rossi – gitara basowa, wokal wspierający (od 2007)
- Francesco Paoli – gitara (od 2007), wokal prowadzący (2007-2009, od 2017), perkusja (od 2009), wokal wspierający (2009-2017)
- Francesco Ferrini – instrumenty klawiszowe (od 2010)

Byli członkowie zespołu
- Francesco Struglia – perkusja (2007–2009)
- Tommaso Riccardi – wokal prowadzący, gitara (2009-2017)
- Cristiano Trionfera – gitara, wokal wspierający (2007-2017)

Muzycy koncertowi
- Veronica Bordacchini – wokal (od 2013)[10]
- David Folchitto - perkusja (2017-2020)
- Fabio Bartoletti - gitara (od 2017)
- Tommaso Riccardi – gitara (2009)
- Eugene Ryabchenko - perkusja (od 2020)

## Dyskografia

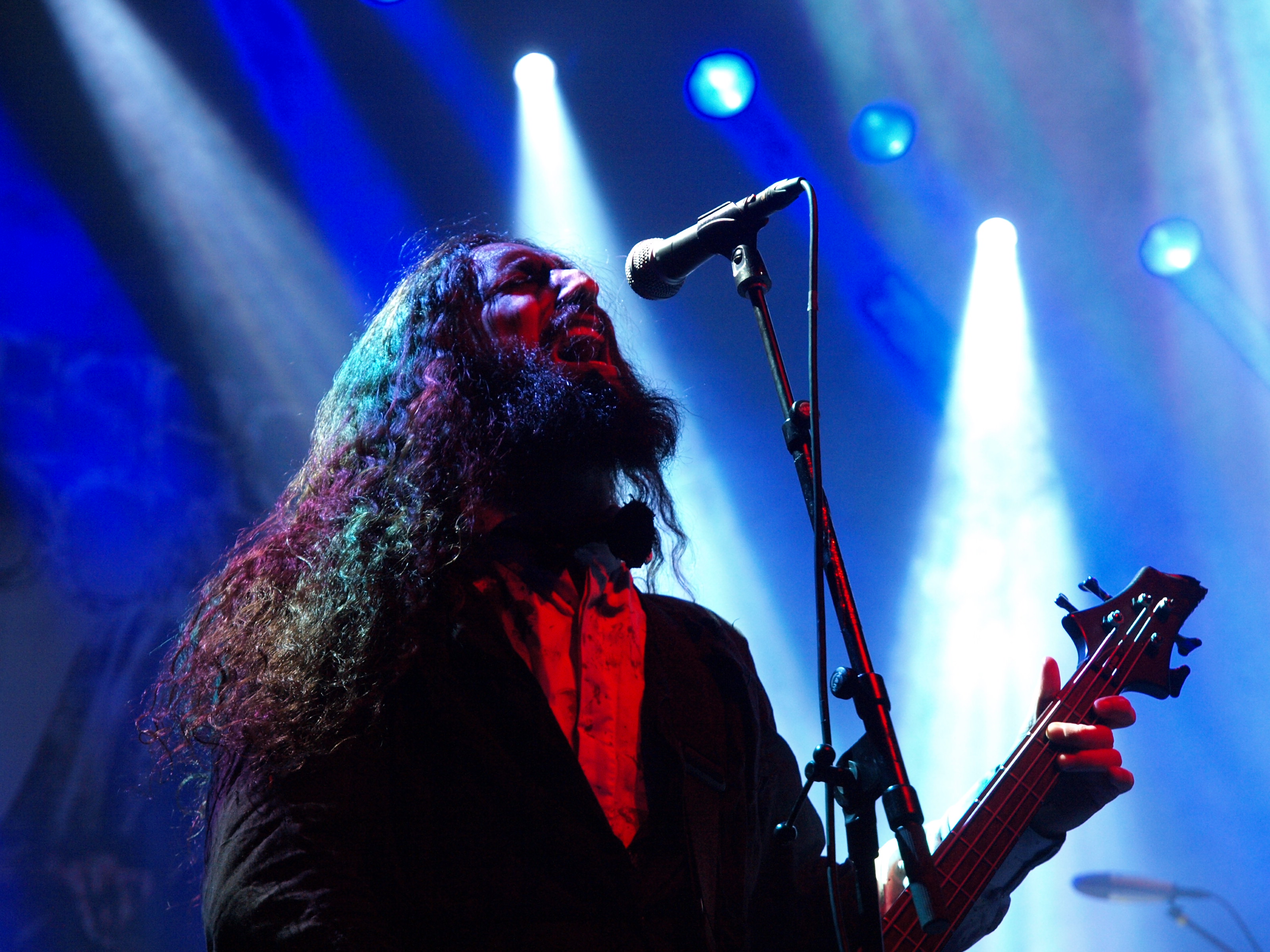
Paolo Rossi, 2012

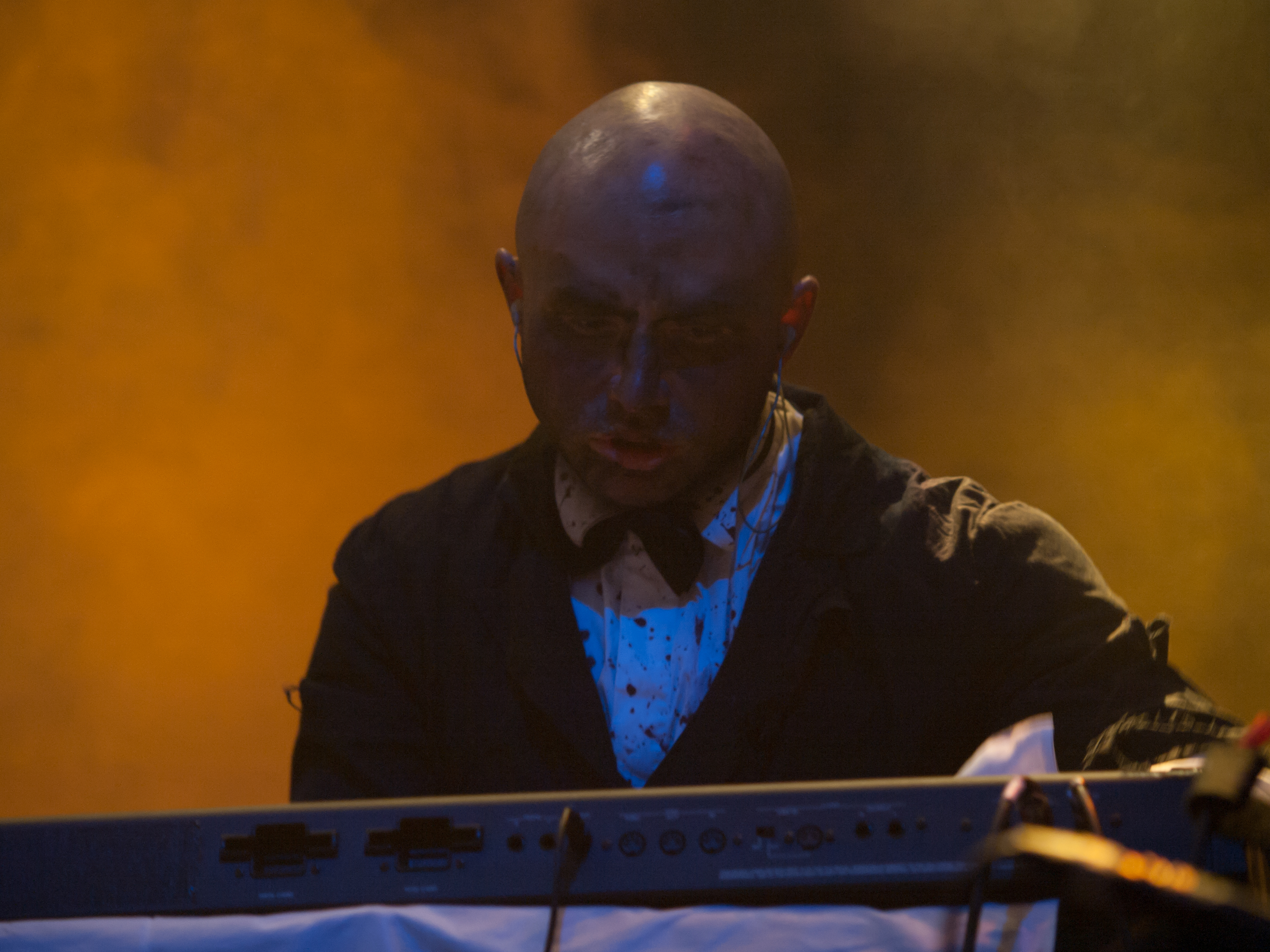
Francesco Ferrini, 2012

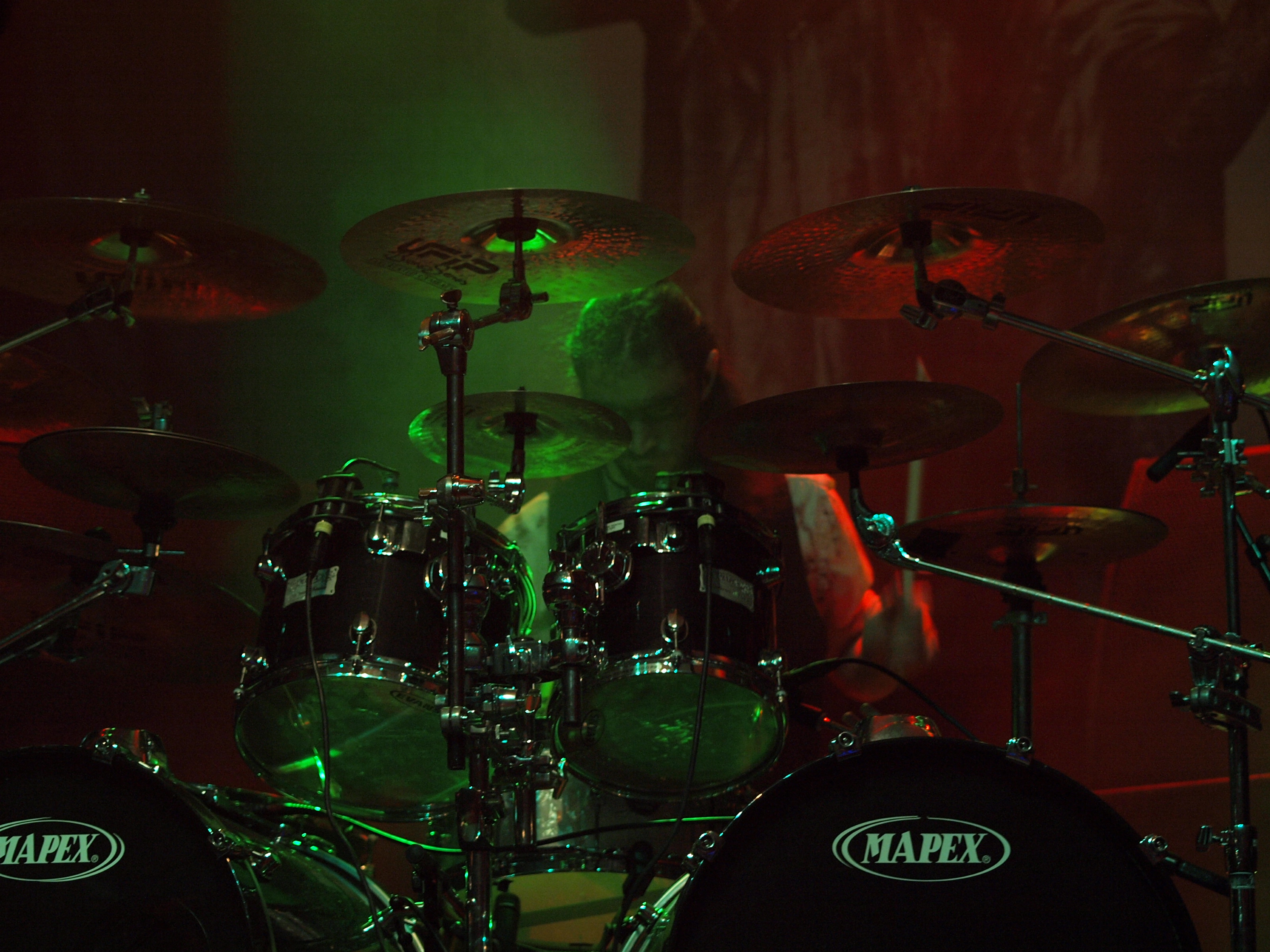
Francesco Paoli, 2012

Albumy studyjne
| Oracles                                 | - Data: 30 marca 2009 - Wydawca: Candlelight Records | —  | —  | —  |                  |
| Agony                                   | - Data: 9 sierpnia 2011 - Wydawca: Nuclear Blast     | 18 | —  | —  | - USA: 1,9 tys.+ |
| Labyrinth                               | - Data: 16 sierpnia 2013 - Wydawca: Nuclear Blast    | 10 | 44 | 37 | - USA: 4,8 tys.+ |
| King                                    | - Data: 5 lutego 2016 - Wydawca: Nuclear Blast       | 4  | 14 | —  | - USA: 3,9 tys.+ |
| "—" oznacza, że album nie był notowany. |                                                      |    |    |    |                  |

Miniabumy
| Tytuł | Dane dot. albumu                                    |
| ----- | --------------------------------------------------- |
| Mafia | - Data: 8 czerwca 2010 - Wydawca: Willowtip Records |

Splity
| Tytuł               | Dane dot. albumu                      |
| ------------------- | ------------------------------------- |
| Da Vinci Death Code | - Data: 2008 - Wydawca: Ripper Tattoo |

Dema
| Tytuł     | Dane dot. albumu                                  |
| --------- | ------------------------------------------------- |
| Promo '07 | - Data: 4 sierpnia 2007 - Wydawca: wydanie własne |

## Teledyski
| Tytuł                                            | Rok  | Reżyseria                              | Album     | Źródło |
| ------------------------------------------------ | ---- | -------------------------------------- | --------- | ------ |
| "The Violation"                                  | 2011 | Salvatore Perrone                      | Agony     | [ 16 ] |
| "The Forsaking"                                  | 2012 | Salvatore Perrone, Fleshgod Apocalypse | Agony     | [ 16 ] |
| "Minotaur (The Wrath Of Poseidon)" (Lyric Video) | 2013 | —                                      | Labyrinth | [ 16 ] |
| "Pathfinder"                                     | 2014 | Salvatore Perrone                      | Labyrinth | [ 17 ] |
| "Cold As Perfection"                             | 2016 | —                                      | King      | [ 18 ] |